# أمينة العدوان
أمينة العدوان، أديبة أردنية وشاعرة وناقدة من مواليد الأردن. من مؤسسي رابطة الكُتّاب الأردنيين. عملت في وزارة الثقافة والإعلام؛ كما رأست تحرير مجلة أفكار وصوت الجيل ومجلة فنون. شاركت في الحركة النسائية الأردنية من خلال عضويتها في الاتحاد النسائي الأردني سابقاً.

## السيرة الذاتية
ولدت أمينة العدوان في مدينة عمّان، الأدرن. درس في جامعة عين شمس في مصر وحصلت على البكالوريوس في الفلسفة في عام 1970. وبعدها بعام، حصلت على دبلوم في النقد الأدبي من الجامعة الأمريكية بالقاهرة. عملت بعد تخرجها في وزارة الثقافة رئيسةً لتحرير مجلات عربية عديدة منها مجلة «صوت الجيل»، و«أفكار»، و«الفنون» منذ عام 1971 وحتى 1982. أصدرت العدوان ثمانية وأربعين مؤلفا شعريا طوال مسيرتها الأدبية. وهذا بالإضافة إلى كتابتها لمقالات عن الأدب والرواية العربية المعاصرة، والدراسات الأدبية والنقدية التي أجرتها في الأدب الأردني المعاصر.

## الأعمال الأدبية
ومن أعمالها الأدبية خلال مشوارها الأدبي:
- وطن بلا أسوار، المؤسسة العربية للدراسات والنشر، 1982
- أمام الحاجز، دار الأفق الجديد، 1983
- غرف التعميد المعدنية، دار الأفق الجديد، 1985
- فقدان الوزن، دار ابن رشد، 1986
- أصوات ثائرة (مترجم للإنجليزية: مشترك)، مطابع الدستور، 1986
- من يموت، الأعمال الشعرية الكاملة 1982 ــ 1988، المرسسة العربية للراسات والنشر
- قصائد من الانتفاضة (1)، دار الكرمل، 1991
- وجوه عربية (مترجم للإنجليزية)، دار بريل، 1991
- قصائد من الانتفاضة (2)
- أحكام الإعدام، دار الينابيع، 1993
- أخي مصطفى، دار الكرمل، 1993
- الأعمال الشعرية الكاملة 1988 ــ 1993، المؤسسة العربية للدراسات والنشر، 1994
- انتفاضة الأقصى، المؤسسة العربية للدراسات والنشر، 2000
- العث، المرسسة العربية للدراسات والنشر، 2001
- جلاجل غرب النهر، المؤسسة العربية للدراسات والنشر، 2002
- قهوة مرّة، دار أزمنة، 2003
- الغزو، دار أزمنة، 2003
- السور المهدوم، دار أزمنة، 2004
- دمه ليس أزرق
- كريات دم حمراء
- دخان أسود
- دوائر الدم
- حبة دواء
- المفك
- فوضى 2006
- كأنه الغياب 2010
- أمي 2010
- أكروبات 2011
- الأعمال الشعرية الكاملة (2004 ـ 2011)، 2011
- العقاب 2012
- مقعد وجدار 2012
- أجنحة للإقلاع، 2014

## الكتب الفلسفية والنقدية
ومن كتبها التي قامت في كتابتها خلال مسيرتها الأدبية:
- محدودات بلا حدود (كتاب فلسفي)، دار الفكر، 1967.
- دراسات فـي الأدب الأردني المعاصر، رابطة الكتاب الأردنيين، 1976
- مقالات فـي الرواية العربية المعاصرة، مطابع الرأي، 1976
- قراءات نقدية، الأعمال النقدية
- قراءات نقدية فـي أعمال أمينة العدوان
- الأعمال الشعرية الكاملة 2004
- أمينة العدوان شهادات ودراسات 2005

## دواوين شعر باللغة الإنجليزية
- أصوات ثائرة REBELLIOUS VOICES
- وجوه عربية ARAB FACES